# Beth-Funktion
Die Beth-Funktion, benannt nach dem zweiten Buchstaben des hebräischen Alphabets und auch als {\displaystyle \beth } geschrieben, ist eine in der Mengenlehre, genauer in der Theorie der Kardinalzahlen, verwendete Aufzählung gewisser unendlicher Kardinalzahlen.

## Definition
Die Beth-Funktion ordnet jeder Ordinalzahl {\displaystyle \alpha } eine wie folgt rekursiv definierte Kardinalzahl {\displaystyle \beth _{\alpha }} zu:
- {\displaystyle \beth _{0}=\aleph _{0}}, wobei {\displaystyle \aleph _{0}} die kleinste unendliche Kardinalzahl ist, siehe Aleph-Funktion.
- {\displaystyle \beth _{\alpha +1}=2^{\beth _{\alpha }}} für Nachfolger-Ordinalzahlen {\displaystyle \alpha +1}. Dabei steht die rechte Seite für die Potenz von Kardinalzahlen.
- {\displaystyle \beth _{\lambda }=\sup _{\alpha <\lambda }\beth _{\alpha }} für Limes-Ordinalzahlen {\displaystyle \lambda }.

## Bemerkungen
Die Kontinuumshypothese ist gleichbedeutend mit {\displaystyle \aleph _{1}=\beth _{1}}, denn {\displaystyle \beth _{1}} ist definitionsgemäß die Mächtigkeit der Potenzmenge einer abzählbaren Menge und daher gleichmächtig zum Kontinuum {\displaystyle \mathbb {R} }. Die verallgemeinerte Kontinuumshypothese ist äquivalent zu {\displaystyle \aleph =\beth }, das heißt {\displaystyle \aleph _{\alpha }=\beth _{\alpha }} für alle Ordinalzahlen {\displaystyle \alpha }.
Eine Limes-Kardinalzahl {\displaystyle \kappa } heißt ein starker Limes, wenn {\displaystyle \mu ^{\lambda }<\kappa } für alle Kardinalzahlen {\displaystyle \lambda ,\mu <\kappa }. Eine Kardinalzahl {\displaystyle \kappa } ist genau dann eine starke Limes-Kardinalzahl, wenn {\displaystyle \kappa =\beth _{\xi }} für eine Limes-Ordinalzahl {\displaystyle \xi } ist.
Es gilt {\displaystyle \alpha \leq \aleph _{\alpha }\leq \beth _{\alpha }} für alle Ordinalzahlen {\displaystyle \alpha }. Man kann zeigen, dass es Fixpunkte geben muss, das heißt solche Ordinalzahlen {\displaystyle \alpha }, für die {\displaystyle \alpha =\beth _{\alpha }} gilt. Der kleinste Fixpunkt ist der Limes der Folge {\displaystyle \beth _{0},\beth _{\beth _{0}},\beth _{\beth _{\beth _{0}}},\ldots }, der informal als {\displaystyle \beth _{\beth _{{}_{\ddots }}}} dargestellt wird. Ebenso sind stark unerreichbare Kardinalzahlen Fixpunkte der Beth-Funktion.